# 와이헤케 유나이티드 AFC
와이헤케 유나이티드 AFC(Waiheke United Association Football Club)는 뉴질랜드 오클랜드의 와이헤케섬을 연고로 하는 축구단이다. 시니어 남자 팀은 현재 2022년에 강등된 후 NRFL 챔피언십에 참가하고 있다.

## 역사
와이헤케 유나이티는 1987년 현지 주니어 팀과 시니어 팀이 합쳐져 와이헤케 유나이티드 AFC가 되었을 때 설립된 뉴질랜드 등록 자선단체이자 법인이다. 창립 이래 클럽 위원회 위원과 자원봉사자, 선수 및 학부모의 헌신으로 클럽이 번창하고 와이헤케섬에서 매우 큰 스포츠 클럽 중 하나로 성장하였다.